# Langki
Langki is een bestuurslaag in het regentschap Sijunjung van de provincie West-Sumatra, Indonesië. Langki telt 1723 inwoners (volkstelling 2010).